# Outwood (Surrey)
Outwood – wieś w Anglii, w hrabstwie Surrey, w dystrykcie Tandridge. Leży 36 km na południe od centrum Londynu.